# Steve Zampieri
Steve Zampieri (Arbon, 4 juni 1977) is een voormalig wielrenner uit Zwitserland.

## Belangrijkste overwinningen
2000
- Prix d'Armorique

2001
- Tour du Lac Léman
- Bergklassement Ronde van Romandië

## Resultaten in voornaamste wedstrijden
| Jaar | Ronde van Italië | Ronde van Frankrijk | Ronde van Spanje |
| ---- | ---------------- | ------------------- | ---------------- |
| 2002 | 89e              |                     |                  |
| 2003 | 36e              | 87e                 |                  |
| 2004 | 19e              |                     | opgave           |
| 2005 | 30e              | opgave              |                  |
| 2006 | 48e              |                     | opgave           |
| 2007 | opgave           |                     |                  |

| Jaar | Amstel Gold Race | Luik-Bast.‑Luik | Ronde van Lombardije | Waalse Pijl |  | WK op de weg |
| ---- | ---------------- | --------------- | -------------------- | ----------- |  | ------------ |
| 2002 |                  | 70e             | 65e                  | 62e         |  |              |
| 2003 |                  |                 |                      | 37e         |  |              |
| 2004 |                  | 100e            | 47e                  | 119e        |  | 71e          |
| 2005 |                  | 108e            | 39e                  |             |  |              |
| 2006 |                  | 62e             |                      | 93e         |  |              |
| 2007 | 110e             |                 |                      | 104e        |  |              |